# Mike Nielsen
Mike Nielsen (* 21. Februar 1961 in Sligo) ist ein irischer Jazz- und Improvisationsmusiker (Gitarre, Komposition).

## Leben und Wirken
Nielsen begann im Alter von vier Jahren, Ukulele zu spielen. Dann lernte er klassische Gitarre. Er studierte klassische Gitarre an der Royal Irish Academy of Music und am Dublin College of Music. Von 1983 bis 1985 studierte er Jazzgitarre am Berklee College of Music in Boston.
Nielsen hat mit Kenny Wheeler, Larry Coryell, Kenny Werner, Jason Moran, Simon Nabatov, Eric Revis, Joe Lovano und Louis Winsberg zusammengearbeitet. Mit Dave Liebman tourte er 2001 durch Europa und 2004 durch Neuseeland/Australien; mit ihm sind zwei Alben entstanden. Er gehörte zu Four in One (die mit Pat LaBarbera aufnahmen) und bildete mit den Brüdern Ronan und Conor Guilfoyle das Guilfoyle-Nielsen Trio. Im Bereich der klassischen Musik trat er mit dem Crash Ensemble und mit VOX21 auf und spielte als Solist mit dem RTÉ Concert Orchestra. Weiterhin ist er auf Alben mit Okay Temiz/Karnataka College of Percussion, Ellen Demos und Nita Whitaker zu hören. 
Zudem lehrt Nielsen im Jazzstudiengang des Technology University Dublin Conservatory of Music and Drama.

## Diskographische Hinweise
- Tommy Halferty, Mike Nielsen: In Two (1997)
- Solo at Garden City (2000)
- Osmosis (2003)
- Sound Recipes (2004)
- Benjamin Dwyer, Mike Nielsen: Evolution (2005)